# Rafael Ghazaryan
Rafael Ghazaryan (Armavir, 26 gennaio 1924 – Erevan, 3 novembre 2007) è stato un fisico e politico armeno.
Fu un veterano della seconda guerra mondiale nonché attivista politico.

## Attività scientifica
Autore di numerosi lavori di radiofisica, tecniche di uso del laser e modulazione della luce, è stato membro della Accademia Nazionale delle Scienze dell'Armenia. Fu il fondatore della cattedra di tecnica laser alla Università Statale di Yerevan e al Istituto Politecnico. Negli anni novanta è stato direttore del Centro di ingegneria "Mashtots".

## Attività politica
Alla fine degli anni ottanta, unitamente ad altri intellettuali armeni, aderì al Comitato Karabakh. L'11 dicembre 1988 venne arrestato dalle autorità insieme a tutti gli altri membri del Comitato; fu rilasciato nel maggio successivo.
Nel 1989 fu nominato vice presidente del Consiglio Supremo (Parlamento) della Repubblica Socialista Sovietica Armena. Tra il 1990 ed il 1995 ha guidato la Commissione parlamentare sulle scienze e l'educazione.
Negli ultimi suoi anni di vita è stato uno dei leaders del "Forum intellettuale".